# Simon Church
Simon Church (Amersham, 10 december 1988) is een Welsh voormalig profvoetballer die als aanvaller speelde.

## Clubcarrière
Church begon bij Reading waarvoor hij tussen 2009 en 2012 meer dan honderd wedstrijden speelde in de Championship waarin hij in 2012 kampioen werd met zijn club. Reading verhuurde hem ook vijfmaal. In 2013 werd hij door Charlton Athletic gecontracteerd en na twee seizoenen kwam hij bij Milton Keynes Dons. Ook met deze clubs speelde hij in de Championship. In 2016 werd Church verhuurd aan Aberdeen, dat uitkwam in de Scottish Premiership en werd daarna verkocht aan Roda JC Kerkrade dat uitkomt in de Nederlandse Eredivisie. In oktober, vier wedstrijden in het seizoen, raakte Church geblesseerd aan zijn heup, waardoor hij de rest van het seizoen buitenspel stond. Na afloop van het seizoen werd zijn contract ontbonden. Church kwam kort uit voor Scunthorpe United. In januari 2018 ging hij voor Plymouth Argyle spelen. Hij stopte enkele maanden later met voetballen.

## Interlandcarrière
Omdat zijn grootouders uit Wales komen, mocht Church, die in Engeland geboren werd, voor het Welsh voetbalelftal uitkomen. Op 29 mei 2009 debuteerde hij in een vriendschappelijke wedstrijd tegen Estland (1-0) als invaller na 59 minuten voor Sam Vokes. Church maakte deel uit van de Welshe selectie op het Europees kampioenschap voetbal 2016. Wales werd in de halve finale uitgeschakeld door Portugal (0–2), na in de eerdere twee knock-outwedstrijden Noord-Ierland (1–0) en België (3–1) te hebben verslagen.